# Już nie szukam jej
"Już nie szukam jej" - utwór zespołu IRA pochodzący z pierwszej po siedmioletniej przerwie, płyty Tu i Teraz. Kompozycja znalazła się na czwartej pozycji na albumie, trwa 5 minut i 33 sekundy i jest najdłuższym utworem znajdującym się na płycie, oraz drugim co do najdłuższego w historii grupy (dłuższa jest tylko piosenka "Na zawsze" która trwa 5 minut i 41 sekund)
Brzmienie utworu utrzymane jest w melodyjnym pop-rockowym brzmieniu, w zwrotkach można usłyszeć grę fortepianu, natomiast refreny są już wzbogacone o brzmienie gitary. Tekst do tej piosenki napisali wokalista Artur Gadowski oraz Wojciech Byrski, natomiast kompozytorem jest Artur Gadowski. Utwór był sporadycznie grany tylko podczas trasy promującej płytę Tu i Teraz w 2002 roku.

## Muzycy
- Artur Gadowski – śpiew, chór
- Wojtek Owczarek – perkusja
- Zbigniew Suski – gitara elektryczna
- Sławek Urbański – gitara basowa
- Mateusz Noskowiak - instrumenty klawiszowe, gitara akustyczna
- Przemek Momot - instrumenty perkusyjne